# 前25世纪
| 千纪： | 前4千纪 \| 前3千纪 \| 前2千纪 |
| 世纪： | 前28世纪 \| 前27世纪 \| 前26世纪 \| 前25世纪 \| 前24世纪 \| 前23世纪 \| 前22世纪                                                         |
| 年代： | 前2490年代 \| 前2480年代 \| 前2470年代 \| 前2460年代 \| 前2450年代 \| 前2440年代 \| 前2430年代 \| 前2420年代 \| 前2410年代 \| 前2400年代 |

前2500年至前2401年的这一段期间被称为前25世纪。

## 重要事件、发展与成就
- 科学技术

- 战争与政治
  - 安納圖姆繼為拉加什國王。在位期間擊敗烏瑪、基什、阿克沙克等國的聯合進攻，稱霸蘇美爾。战胜乌玛后，与其王埃那卡尔谈判。安納圖姆樹立一「鷲碑」以記其戰功。(約前2460年)
  - 埃及第五王朝开始（—约前2345年）。希利俄波利斯神庙拉神祭司长取得政权。拉神被奉为全国最高之神。

- 公元前25世纪的天灾人祸

- 文化娱乐

- 疾病与医学

- 环境与自然资源
  - 稻米被首度引進到馬來西亞。